# Théophile Guibal
 (juin 2020).
Si vous disposez d'ouvrages ou d'articles de référence ou si vous connaissez des sites web de qualité traitant du thème abordé ici, merci de compléter l'article en donnant les références utiles à sa vérifiabilité et en les liant à la section « Notes et références ».
Pour les articles homonymes, voir Guibal.

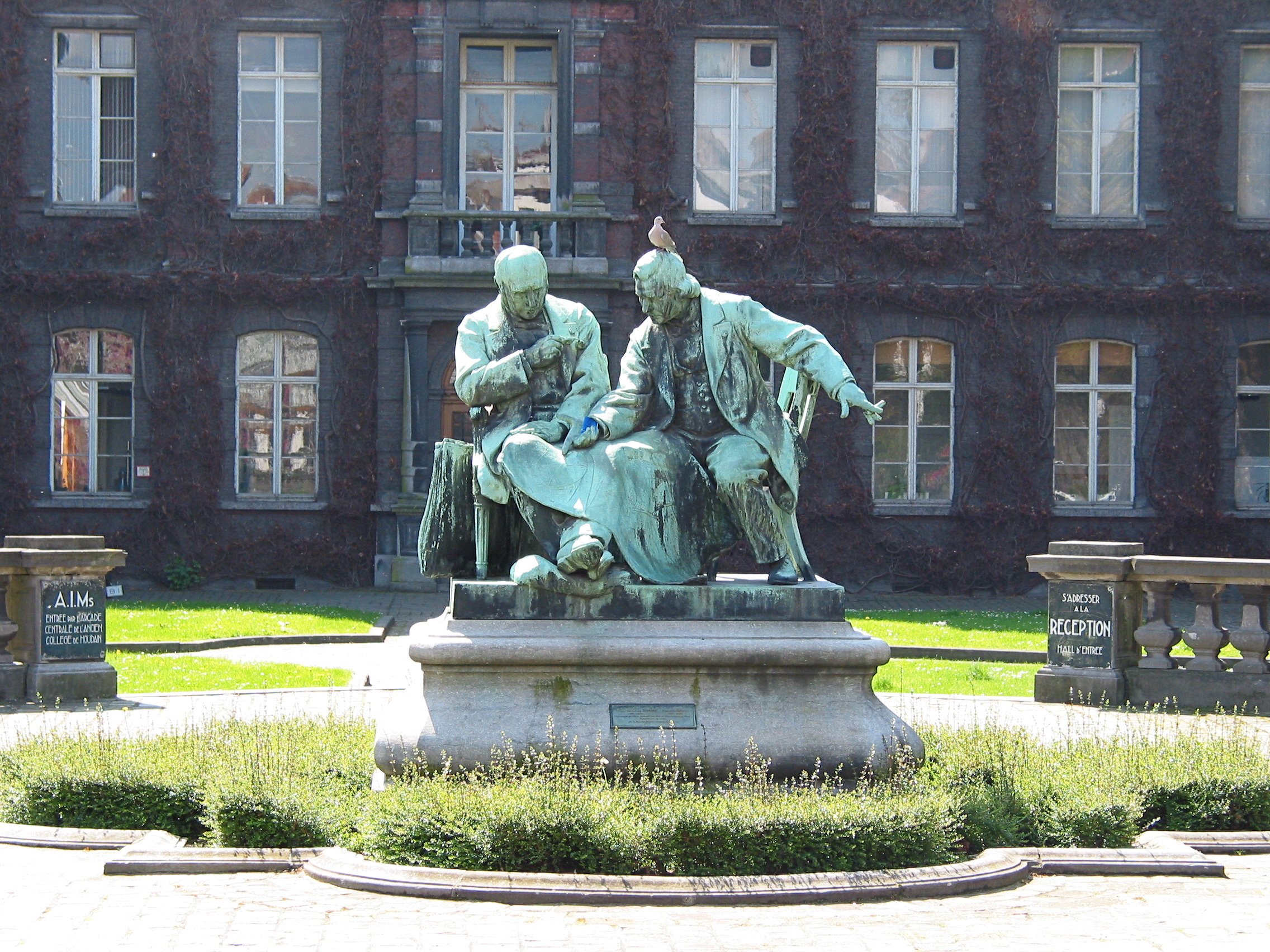
Statue de Théodore Guibal et Adolphe Devillez, les deux fondateurs de « l’École des mines » mieux connue actuellement sous le nom de « Faculté polytechnique de Mons-Hainaut »
Sculpteur : Louis Henry Devillez

Théophile Guibal, est un inventeur et ingénieur des mines français, né le 31 juillet 1814 à Toulouse et mort le 16 septembre 1888 à Morlanwelz (Belgique).
Théophile Guibal est diplômé de l'École centrale de Paris en 1836.

## Faculté polytechnique de Mons
Il figure avec Jean-Baptiste Thorn et Adolphe Devillez (diplômé de l'École centrale de Paris en 1835) parmi les fondateurs de l'actuelle Faculté polytechnique de Mons appelée alors École des mines.

## Invention
Il est surtout connu pour être l'inventeur du ventilateur Guibal, sans lequel l'exploitation de mines de charbon à très grande profondeur aurait été impossible.

## Famille
- François Cammas marié Marie-Françoise Bouton (1753-1840), fille de Guillaume-Gabriel Bouton (1730-mort à Toulouse en 1782), miniaturiste,
  - Marie Anne Guillemette Gabrielle Cammas, née en 1781, miniaturiste, mariée en 1806 avec Étienne Guibal (1774-1844), fabricant de bas et négociant,
    - Théophile Guibal marié en premières noces à Mons en 1842 avec Rosine Caroline Marie Henriette Leclerc (1821-1882)
      - Sa fille Marie Zélie Henriette Rosine Guibal, née le 7 octobre 1843 à Jemappes et décédée le 18 juillet 1889 à Morlanwelz, a épousé le grand industriel belge Lucien Guinotte.